# Helymaeus pedestris
Helymaeus pedestris är en skalbaggsart som beskrevs av Francis Polkinghorne Pascoe 1878. Helymaeus pedestris ingår i släktet Helymaeus och familjen långhorningar. Inga underarter finns listade i Catalogue of Life.